# Transformada de Fourier de tempo discreto
Em matemática, a transformada de Fourier de tempo discreto (DTFT) é uma transformada integral estreitamente relacionada com a transformada de Fourier e com a transformada Z. A DTFT difere da transformada de Fourier ao aplicar-se a funções cuja variável independente é discreta (descontínua), e não contínua, como é o caso da transformada de Fourier. A DTFT não deve ser confundida com a transformada discreta de Fourier (DFT), que pode ser considerada como um seu caso especial, que aparece numa situação muito comum: quando a função original é periódica.
Funções discretas são sequências de valores, que aparecem quando se amostra uma função contínua em intervalos definidos. Assim, a DTFT encontra muitas aplicações em áreas como cálculo numérico e controle digital.
A função transformada é sempre periódica. Uma vez que um período da função já exibe toda a informação contida na função, pode-se dizer que a DTFT é uma representação da função original em um domínio da frequência finito. A DTFT é dual, no sentido de Pontryagin, à série de Fourier, que faz a transformação inversa, ou seja, produz uma representação de uma função periódica no tempo em um domínio discreto de frequências .

## Definição
Dado um conjunto discreto de números reais ou complexos: {\displaystyle x[n],\;n\in \mathbb {Z} } (inteiros), a transformada de Fourier de tempo discreto de {\displaystyle x[n]\,} é usualmente escrita:
{\displaystyle X(\omega )=\sum _{n=-\infty }^{\infty }x[n]\,e^{-i\omega n}.} (Eq.1)

## Relação com a amostragem
Frequentemente a sequência {\displaystyle x[n]\,} representa os valores de uma função contínua no tempo {\displaystyle x(t)\,}, em instantes discretos (ou seja, amostras): {\displaystyle t=nT\,}, onde {\displaystyle T\,} é o intervalo de amostragem, e {\displaystyle 1/T=f_{s}\,} é a taxa de amostragem (amostragens por unidade de tempo).  Neste caso, a DTFT é uma aproximação da transformada de Fourier:
{\displaystyle X(f)=\int _{-\infty }^{\infty }x(t)\cdot e^{-i2\pi ft}\,dt.}
Para entender esse resultado, considere-se a fórmula da soma de Poisson, que indica que uma extensão periódica da função {\displaystyle X(f)\,}  pode ser construída a partir das amostras de {\displaystyle x(t).\,}  Com isso,
{\displaystyle X_{T}(f)\ {\stackrel {\mathrm {def} }{=}}\sum _{k=-\infty }^{\infty }X\left(f-kf_{s}\right)\equiv T\sum _{n=-\infty }^{\infty }x(nT)\ e^{-i2\pi fTn}.}(Eq.2)
Os lados direitos da Eq.2 e da  Eq.1} são idênticos a estas associações:
{\displaystyle x[n]=T\cdot x(nT)\,}
{\displaystyle \omega =2\pi fT=2\pi \left({\frac {f}{f_{s}}}\right).\,}
{\displaystyle X_{\mathrm {T} }(f)\,} é composta por cópias exatas de {\displaystyle X(f)\,} que foram deslocadas por múltiplos de   ƒs e somadas.  Para ƒs,  suficientemente largos, o termo k=0 pode ser observado na região [−ƒs/2, ƒs/2] com pouca ou nenhuma distorção proveniente dos demais termos (aliasing).

### Frequência normalizada
Desde que {\displaystyle f\,} representa frequência ordinária (ou linear, em ciclos por unidade de tempo) e a unidade de {\displaystyle f_{s}\,} é amostras por unidade de tempo, as unidades de {\displaystyle f/f_{s}\,} são ciclos por amostra. É prática comum substituir essa razão por uma variável simples, chamada frequência normalizada, que representa frequências reais por meio de múltiplos (usualmente fracionais) da taxa de amostragem.   {\displaystyle \omega \,}, como definida acima, é também uma frequência normalizada, mas angular, com unidade radianos por amostra. A frequência normalizada tem a vantagem adicional de que a função {\displaystyle X(\omega )} é periódica, com período {\displaystyle 2\pi }. Dessa forma, a transformada inversa só precisa ser computada no intervalo {\displaystyle 2\pi }.

## Periodicidade
Amostrar {\displaystyle x(t)\,} faz com que seu espectro de frequências, expresso pela DTFT, torne-se periódica. Em termos da frequência linear {\displaystyle f\,}, o período é a taxa de amostragem,  {\displaystyle f_{s}\,}.  . Em termos da frequência normalizada {\displaystyle f/f_{s}\,}, o período é {\displaystyle 1}.  . Em termos da frequência angular {\displaystyle \omega \,}, o período é {\displaystyle 2\pi }, o que também se segue diretamente do caráter periódico de {\displaystyle e^{-i\omega n}\,}.  Ou seja,
{\displaystyle e^{-i(\omega +2\pi k)n}=e^{-i\omega n}\,}
onde tanto n quanto k são inteiros arbitrários. Portanto,
{\displaystyle X(\omega +2\pi k)=X(\omega )\,}
A notação alternativa popular {\displaystyle X(e^{i\omega })\,} para a DTFT {\displaystyle X(\omega )\,}
1. ressalta a propriedade de periodicidade,
2. ajuda a distinguir entre a DTFT e a transformada de Fourier de {\displaystyle x(t)\,}; isto é, {\displaystyle X(f)\,} (ou {\displaystyle X(\omega )\,}), e
3. enfatiza a relação da DTFT com a transformada Z (ver Relação com a transformada Z)

Contudo, sua relevância é obscurecida quando a DTFT é formada pelo método do domínio da frequência (superposição), como discutido acima. Por isso a notação {\displaystyle X(\omega )\,} também é usual.

## Transformada inversa
As transformadas inversas recuperam a sequência no domínio do tempo:
| {\displaystyle x[n]\,} | {\displaystyle ={\frac {1}{2\pi }}\int _{-\pi }^{\pi }X(\omega )\cdot e^{i\omega n}\,d\omega } |
|                        | {\displaystyle =T\int _{-{\frac {1}{2T}}}^{\frac {1}{2T}}X_{T}(f)\cdot e^{i2\pi fnT}\,df.}     |
As integrais cobrem um período completo da DTFT, o que significa que as amostras x[n] são também os coeficientes de uma expansão em série de Fourier da DTFT.   Limites de integração infinitos resultarão numa transformada inversa de Fourier, que produz uma sequência de funções impulso de Dirac.  Ou seja:
{\displaystyle {\begin{aligned}\int _{-\infty }^{\infty }X_{T}(f)\cdot e^{i2\pi ft}\,df&=\int _{-\infty }^{\infty }\left(T\sum _{n=-\infty }^{\infty }x(nT)\ e^{-i2\pi fTn}\right)\cdot e^{i2\pi ft}\,df\\&=\sum _{n=-\infty }^{\infty }T\cdot x(nT)\int _{-\infty }^{\infty }e^{-i2\pi fTn}\cdot e^{i2\pi ft}\,df\\&=\sum _{n=-\infty }^{\infty }x[n]\cdot \delta (t-nT).\end{aligned}}}

## Sequências de comprimento finito
Para o cálculo numérico da DTFT, requer-se obviamente uma sequência finita. Um meio de fazer isso é modificar uma sequência longa por uma janela retangular, resultando em
{\displaystyle X(\omega )=\sum _{n=0}^{L-1}x[n]\,e^{-i\omega n}\,},   onde {\displaystyle L\,} é o comprimento da sequência modificada.
Esta é frequentemente uma aproximação útil do espectro da sequência não modificada. A diferença é uma perda de resolução, que aumenta conforme L aumenta.  

É comum calcular {\displaystyle X(\omega )} em um número arbitrário de {\displaystyle (N)} frequências uniformemente espaçadas ao longo de um período (2π):
{\displaystyle \omega _{k}={\frac {2\pi }{N}}k\,},     para {\displaystyle k=0,1,\dots ,N-1\,}
que resulta em:
{\displaystyle X[k]=X(\omega _{k})=\sum _{n=0}^{L-1}x[n]\,e^{-i2\pi {\frac {k}{N}}n}}
quando {\displaystyle N\geq L\,}, isso pode ser escrito
{\displaystyle X[k]=\sum _{n=0}^{N-1}x[n]\,e^{-i2\pi {\frac {k}{N}}n}},   porque definimos {\displaystyle x[n]=0\,} para {\displaystyle n\geq L\,}.
Com esse ajuste, a sequência {\displaystyle X[k]\,} passa a ser reconhecível como a transformada discreta de Fourier (DFT).  Enquanto {\displaystyle N} define a resolução na qual DTFT é amostrada, {\displaystyle L} limita a resolução inerente da DTFT.  Assim, os valores são geralmente similares (ou iguais). E se por um lado é comum escolher {\displaystyle N>L}, a única razão para incluir os termos  nulos na soma é tirar vantagem de um algoritmo para cálculo da DFT, a transformada rápida de Fourier (FFT). Quando isso é feito, a DTFT recebe um nome que reflete a presença desses termos (zero-padded DFT ou interpolated DFT). A mesma DFT, contudo, pode ser calculada diretamente sem os termos nulos. Pode-se também calcular a DTFT para o caso de {\displaystyle N<L} (ou para outras taxas de amostragem), onde ela não é equivalente à DFT.
Para ilustrar por que {\displaystyle N>L} é comum, considere-se a sequência:
{\displaystyle x[n]=e^{i2\pi {\frac {1}{8}}n}}, e {\displaystyle L=64}.
As duas figuras abaixo são gráficos da magnitude de duas DFTS de tamanhos diferentes, como indicado nos títulos. Em ambos os casos, o componente dominante está na frequência do sinal: {\displaystyle f={\begin{matrix}{\frac {1}{8}}\end{matrix}}=0.125\,}.  Também visível à direita está o vazamento espectral da janela retangular {\displaystyle L=64}. A ilusão do lado esquerdo é o resultado de se amostrar a DTFT em todas as suas passagens por zero. Em lugar de uma DTFT de uma sequência finita, ela dá a impressão de uma sequência infinita de valores amostrados de uma senóide. Contribuem para essa ilusão o uso de uma janela retangulare a escolha de uma frequência ({\displaystyle {\begin{matrix}{\frac {1}{8}}\end{matrix}}={\begin{matrix}{\frac {8}{64}}\end{matrix}}}) com exatamente 8 (um inteiro) ciclos para 64 amostras.
|  |  |

## DTFT a partir da DFT através do acréscimo de zeros
Se acrescentarmos um número infinito de zeros a x[n], a DFT aproxima-se de DTFT do sinal finitos correspondente. Esse preenchimento equivale a ter {\displaystyle N\rightarrow \infty } e {\displaystyle k\rightarrow \infty } à mesma taxa, com a razão entre elas aproximando-se de uma constante {\displaystyle \omega /2\pi }:
{\displaystyle \lim _{N\to \infty ,k\to \infty }{\frac {2\pi k}{N}}=\omega }
Neste caso, segue-se que:
{\displaystyle \lim _{N\to \infty ,k\to \infty }\sum _{n=0}^{L-1}x[n]\,e^{-i2\pi {\frac {kn}{N}}}=\sum _{n=0}^{L-1}x[n]\,e^{-i\omega n}}

## Diferença entre a DTFT e outras transformadas de Fourier
A DTFT é o contrário da série de Fourier, que transforma uma entrada periódica contínua em um espectro discreto. As aplicações das duas transformadas, entretanto, são muito diferentes.
A DFT e a DTFT podem ser consideradas o resultado lógico de se aplicar a transformada de Fourier a dados discretos.Sob essa perspectiva, não é a transformada que varia, e sim a forma da entrada.
- Se a entrada é contínua e não periódica, tem-se a transformada de Fourier na sua forma usual;
- Se a entrada é discreta e não periódica, a transformada de Fourier assume a forma da DTFT;
- Se a entrada é contínua e periódica, a transformada de Fourier assume a forma da série de Fourier;
- Se a entrada é discreta e periódica, a transformada de Fourier assume a forma da DFT;

Pode-se resumir esses dados em termos dos domínios original e transformado:
| Transformada            | Domínio original | Domínio transformado |
| ----------------------- | ---------------- | -------------------- |
| Transformada de Fourier | R                | R                    |
| Série de Fourier        | S1               | Z                    |
| DTFT                    | Z                | S1                   |
| DFT                     | Z/nZ             | Z/nZ                 |

onde R é o eixo real (o domínio para funções contínuas), S1 é o círculo (o domínio para funções periódicas), Z é o conjunto dos inteiros (o domínio para funções discretas) e Z/nZ é o conjunto dos inteiros módulo n, o domínio das funções periódicas discretas.
Sob o ponto de vista da dualidade de Pontryagin, a transformada de Fourier e a DFT são autoduais, e os domínios original e transformado são isomórficos (os domínios devem ser pensados como duas cópias separadas de R: Z/nZ, respectivamente, não como o mesmo espaço), enquanto que a série de Fourier e a DTFT são duais uma à outra.

## Relação com a transformada Z
A DTFT também pode ser considerada como um caso especial da transformada Z. A transformada Z bilateral é definida como:
{\displaystyle X(z)=\sum _{n=-\infty }^{\infty }x[n]\,z^{-n}}
Assim, o caso especial é: {\displaystyle z=e^{i\omega }\,}.   Como {\displaystyle |e^{i\omega }|=1\,}, a DTFT é a transformada Z computada sobre o círculo de raio unitário no plano complexo.

## Tabela de transformadas de Fourier de tempo discreto
Alguns pares comuns de transformadas são mostrados abaixo. Foi usada a notação seguinte:
- {\displaystyle n\!} é um inteiro que representa o domínio do tempo discreto (em amostras)
- {\displaystyle \omega \!} é um número real em {\displaystyle (-\pi ,\ \pi )}, que representa a frequência angular contínua normalizada (em radianos por amostra).
  - O resto da transformada {\displaystyle (|\omega |>\pi \,)} é definido por: {\displaystyle X(\omega +2\pi k)=X(\omega )\,}
- {\displaystyle u[n]\!} é a função degrau de Heaviside
- {\displaystyle \operatorname {sinc} (t)\!} é a função sinc normalizada
- {\displaystyle \delta (\omega )\!} é o delta de Dirac
- {\displaystyle \delta [n]\!} is o delta de Kronecker {\displaystyle \delta _{n,0}\!}
- {\displaystyle \operatorname {rect} (t)} é a função retangular para valores reais t arbitrários:

{\displaystyle \mathrm {rect} (t)=\sqcap (t)={\begin{cases}0&{\mbox{if }}|t|>{\frac {1}{2}}\\[3pt]{\frac {1}{2}}&{\mbox{if }}|t|={\frac {1}{2}}\\[3pt]1&{\mbox{if }}|t|<{\frac {1}{2}}\end{cases}}}
- {\displaystyle \operatorname {tri} (t)} é a função triangular para valores reais t arbitrários:

{\displaystyle \operatorname {tri} (t)=\land (t)={\begin{cases}1+t;&-1\leq t\leq 0\\1-t;&0<t\leq 1\\0&{\mbox{em caso contrário}}\end{cases}}}
| Domínio do tempo {\displaystyle x[n]\,} | Domínio da frequência {\displaystyle X(\omega )\,} | Observações                           |
| --- | --- | ------------------------------------- |
| {\displaystyle \delta [n]\!} | {\displaystyle 1\!} |                                       |
| {\displaystyle \delta [n-M]\!} | {\displaystyle e^{-i\omega M}\!} | M inteiro                             |
| {\displaystyle \sum _{m=-\infty }^{\infty }\delta [n-Mm]\!} | {\displaystyle \sum _{m=-\infty }^{\infty }e^{-i\omega Mm}={\frac {1}{M}}\sum _{k=-\infty }^{\infty }\delta \left({\frac {\omega }{2\pi }}-{\frac {k}{M}}\right)\,} | M inteiro                             |
| {\displaystyle u[n]\!} | {\displaystyle {\frac {1}{1-e^{-i\omega }}}+\sum \limits _{k=-\infty }^{\infty }{\pi \delta (\omega +2\pi k)}\!}                                                    |                                       |
| {\displaystyle e^{-ian}\!} | {\displaystyle 2\pi \delta (\omega +a)\,} | a real                                |
| {\displaystyle \cos(an)\!} | {\displaystyle \pi \left[\delta (\omega -a)+\delta (\omega +a)\right]}                                                                                              | a real                                |
| {\displaystyle \sin(an)\!} | {\displaystyle {\frac {\pi }{i}}\left[\delta (\omega -a)-\delta (\omega +a)\right]}                                                                                 | a real                                |
| {\displaystyle \mathrm {rect} \left[{(n-M/2) \over M}\right]} | {\displaystyle {\sin[\omega (M+1)/2] \over \sin(\omega /2)}\,e^{-i\omega M/2}\!}                                                                                    | M inteiro                             |
| {\displaystyle \operatorname {sinc} [(a+n)]} | {\displaystyle e^{ia\omega }\!} | a real                                |
| {\displaystyle W\cdot \operatorname {sinc} ^{2}(Wn)\,} | {\displaystyle \operatorname {tri} \left({\omega \over 2\pi W}\right)}                                                                                              | W real {\displaystyle 0<W\leq 0.5}    |
| {\displaystyle W\cdot \operatorname {sinc} [W(n+a)]} | {\displaystyle \operatorname {rect} \left({\omega \over 2\pi W}\right)\cdot e^{ja\omega }}                                                                          | W e a reais {\displaystyle 0<W\leq 1} |
| {\displaystyle {\begin{cases}0&n=0\\{\frac {(-1)^{n}}{n}}&{\mbox{em caso contrário}}\end{cases}}}                                                                 | {\displaystyle j\omega } | funciona como um filtro diferenciador |
| {\displaystyle {\frac {W}{(n+a)}}\left\{\cos[\pi W(n+a)]-\operatorname {sinc} [W(n+a)]\right\}}                                                                   | {\displaystyle j\omega \cdot \operatorname {rect} \left({\omega \over \pi W}\right)e^{ja\omega }}                                                                   | W e a reais {\displaystyle 0<W\leq 1} |
| {\displaystyle {\frac {1}{\pi n^{2}}}[(-1)^{n}-1]\!} | {\displaystyle \|\omega \|\!} |                                       |
| {\displaystyle {\begin{cases}0;&n{\mbox{ par}}\\{\frac {2}{\pi n}};&n{\mbox{ ímpar}}\end{cases}}}                                                                 | {\displaystyle {\begin{cases}j&\omega <0\\0&\omega =0\\-j&\omega >0\end{cases}}}                                                                                    | transformada de Hilbert               |
| {\displaystyle {\frac {C(A+B)}{2\pi }}\cdot \operatorname {sinc} \left[{\frac {A-B}{2\pi }}n\right]\cdot \operatorname {sinc} \left[{\frac {A+B}{2\pi }}n\right]} | | A e B reais, C complexo               |

## Propriedades
A tabela seguinte mostra a relação entre DTFTs genéricas. Foi usada a notação seguinte:
- {\displaystyle *\!} é a convolução entre dois sinais
- {\displaystyle x[n]^{*}\!} é o conjugado complexo da função x[n]
- {\displaystyle \rho _{xy}[n]\!} representa a correlação entre x[n] e y[n].

A primeira coluna traz uma descrição da propriedade, a segunda coluna mostra a função no domínio do tempo, a terceira coluna mostra o espectro no domínio da frequência:
| Propriedade                   | Domínio do tempo {\displaystyle x[n]\!}                        | Domínio da frequência {\displaystyle X(\omega )\!}                                                     | Observações |
| ----------------------------- | -------------------------------------------------------------- | --- | ----------- |
| Linearidade                   | {\displaystyle ax[n]+by[n]\!}                                  | {\displaystyle aX(e^{i\omega })+bY(e^{i\omega })\!}                                                    |             |
| Deslocamento no tempo         | {\displaystyle x[n-k]\!}                                       | {\displaystyle X(e^{i\omega })e^{-i\omega k}\!}                                                        | k inteiro   |
| Deslocamento na frequência    | {\displaystyle x[n]e^{ian}\!}                                  | {\displaystyle X(e^{i(\omega -a)})\!}                                                                  | a real      |
| Inversão no tempo             | {\displaystyle x[-n]\!}                                        | {\displaystyle X(e^{-i\omega })\!}                                                                     |             |
| Conjugado no tempo            | {\displaystyle x[n]^{*}\!}                                     | {\displaystyle X(e^{-i\omega })^{*}\!}                                                                 |             |
| Inversão e conjugado no tempo | {\displaystyle x[-n]^{*}\!}                                    | {\displaystyle X(e^{i\omega })^{*}\!}                                                                  |             |
| Derivada na frequência        | {\displaystyle {\frac {n}{i}}x[n]\!}                           | {\displaystyle {\frac {dX(e^{i\omega })}{d\omega }}\!}                                                 |             |
| Integral na frequência        | {\displaystyle {\frac {i}{n}}x[n]\!}                           | {\displaystyle \int _{-\pi }^{\omega }X(e^{i\vartheta })d\vartheta \!}                                 |             |
| Convolução no tempo           | {\displaystyle x[n]*y[n]\!}                                    | {\displaystyle X(e^{i\omega })\cdot Y(e^{i\omega })\!}                                                 |             |
| Multiplicação no tempo        | {\displaystyle x[n]\cdot y[n]\!}                               | {\displaystyle {\frac {1}{2\pi }}X(e^{i\omega })*Y(e^{i\omega })\!}                                    |             |
| Correlação                    | {\displaystyle \rho _{xy}[n]=x[-n]^{*}*y[n]\!}                 | {\displaystyle R_{xy}(\omega )=X(e^{i\omega })^{*}\cdot Y(e^{i\omega })\!}                             |             |
| Teorema de Parseval           | {\displaystyle E=\sum _{n=-\infty }^{\infty }{x[n]y^{*}[n]}\!} | {\displaystyle E={\frac {1}{2\pi }}\int _{-\pi }^{\pi }{X(e^{i\omega })Y^{*}(e^{i\omega })d\omega }\!} |             |

## Propriedades de simetria
A transformada de Fourier pode ser decomposta em uma parte real e uma parte imaginária ou em uma parte par e uma parte ímpar.

{\displaystyle X(e^{i\omega })=X_{R}(e^{i\omega })+iX_{I}(e^{i\omega })\!}

ou

{\displaystyle X(e^{i\omega })=X_{E}(e^{i\omega })+X_{O}(e^{i\omega })\!}

| Domínio do tempo {\displaystyle x[n]\!} | Domínio da frequência {\displaystyle X(e^{i\omega })\!} |
| --------------------------------------- | ------------------------------------------------------- |
| {\displaystyle x^{*}[n]\!}              | {\displaystyle X^{*}(e^{-i\omega })\!}                  |
| {\displaystyle x^{*}[-n]\!}             | {\displaystyle X^{*}(e^{i\omega })\!}                   |